# Verordnung über die Berufsausbildung zum Pferdewirt/zur Pferdewirtin
Die Verordnung über die Berufsausbildung zum Pferdewirt/zur Pferdewirtin (PfWirtAusbV) definiert in Deutschland den Ausbildungsberuf „Pferdewirt/Pferdewirtin“ als staatlich anerkannt im Sinne des § 4 Abs. 1 BBiG und stellt die für diesen Beruf nach § 4 BBiG erforderliche Ausbildungsordnung dar.
Für die mit der  ersten Verordnung über die Berufsausbildung zum Pferdewirt vom 1. November 1975 (BGBl. I S. 2719) zusammengefassten Berufsbilder, Berufsbildungspläne und Prüfungsanforderungen galten zuvor verstreute, im Verwaltungsverfahren festgelegte Regelungen.
Die aktuelle Fassung der Verordnung vom 7. Juni 2010 (BGBl. I S. 728) enthält Bestimmungen zu Dauer (§ 2 PfWirtAusbV) und Struktur (§ 3 PfWirtAusbV) der Ausbildung sowie insbesondere zu einem Ausbildungsrahmenplan (§ 4 PfWirtAusbV, Anlage zu § 4 Abs. 1 PfWirtAusbV), zur Ausbildungsdurchführung (§ 5 PfWirtAusbV) und zu einer Zwischenprüfung (§ 6 PfWirtAusbV). In den §§ 7–11 PfWirtAusbV sind jeweils die Anforderungen für die Abschlussprüfungen in den einzelnen Fachrichtungen des Berufsbildes geregelt, namentlich Pferdehaltung und Service, Pferdezucht, Klassische Reitausbildung, Pferderennen und Spezialreitweisen. Am 1. August 2010 bereits bestehende Ausbildungsverhältnisse konnten bei entsprechender Vereinbarung der Vertragsparteien unter Anrechnung der bisher zurückgelegten Ausbildungszeit nach den neuen Vorschriften fortgesetzt werden (§ 12 PfWirtAusbV).
Anforderungen an die Ausbildungsstätte bei der Berufsausbildung zum Pferdewirt/zur Pferdewirtin sind in der Verordnung über die Eignung der Ausbildungsstätte für die Berufsausbildung zum Pferdewirt und zur Pferdewirtin vom 7. Februar 2011 (BGBl. I S. 228) festgelegt. Die Rechtsgrundlage für die Meisterprüfung im bereits erlernten Beruf „Pferdewirt/Pferdewirtin“ ist die Verordnung über die Anforderungen in der Meisterprüfung für den Beruf Pferdewirt vom 4. Februar 1980 (BGBl. I S. 131).